# 남과 북 (1965년 영화)
"남과 북(南과 北)"은 1965년 공개된 대한민국의 영화이다. 1962년 HLKA(현재 KBS 제1라디오)에서 방송된 한운사 작가의 소설을 원작으로 한 동명의 라디오 연속극을 각색한 것으로, 원작자 한운사가 각색을 담당하였고 주제가였던 '누가 이 사람을 모르시나요'(원작자 한운사 작사/박춘석 작곡/곽순옥 노래) 도 그대로 사용되었다. 이 주제곡은 1983년 6월 KBS 연속 특별 생방송 이산 가족을 찾습니다 오프닝, 엔딩 음악으로도 사용되었다. 그 내용은 실화에 기초한 것으로, 8·15 직후 남하한 애인을 찾아 귀순한 북한군 부대 대대장에 얽힌 이야기이다.

## 배역
- 최무룡
- 신영균
- 엄앵란
- 남궁원
- 최남현
- 조항
- 이수련
- 황정순
- 최성호
- 김석호
- 박성대
- 김웅
- 유춘
- 김무용
- 최장호
- 조덕성
- 변일영

## 수상
- 1965년 제3회 청룡영화상
  - 남우주연상 - 최무룡
  - 각본상 - 한운사
- 1965년 제4회 대종상
  - 각본상 - 한운사
- 대일영화제 작품상
- 아시아영화제 비극상

## 재구성
"남과 북"은 1992년 문화방송에서 60분 2부작 드라마 "누가 이 사람을 모르시나요"로 제작, 방영되었다. 1996년에는 같은 내용으로 "남과 북 DNZ"의 제목으로 뮤지컬로 제작, 공연되었다. 영화의 원작인 라디오 연속극 "남과 북"은 청취자들의 요청으로 다시 제작되어 1997년 9월 KBS 제2라디오를 통해 방송되기도 하였다.